# Ultra Nature
Ultra Nature est une ancienne chaîne de télévision thématique diffusée entre 2016 et 2023 à partir du Luxembourg, propriété de Mediawan Thematics via sa filiale Mediawan LUX S.A.. Diffusée en ultra-haute définition, elle est consacrée aux documentaires animaliers, à la découverte, au voyage et aux sports extrêmes.

## Histoire de la chaîne
Ultra Nature commence sa diffusion dès le 19 mai 2016 à 6 h sur la Livebox fibre d'Orange. AB Groupe, le propriétaire de la chaîne, réalise un partenariat avec The Explorers Network', producteur de contenu en ultra-haute définition avec la série documentaire « The Explorers »
La chaîne cesse d'émettre finalement le 12 janvier 2023, elle a déjà été retirée de La TV d'Orange en fin d'année 2021, la chaîne était disponible chez Free et Bouygues Telecom,.

### Slogans
- mai 2016 : « L'UHD à l'état pur »

## Programmes
Ultra Nature retransmet des films du monde animalier, de découverte, de voyage et de sports extrêmes.